# 全国人民代表大会常务委员会代表工作委员会
全国人民代表大会常务委员会代表工作委员会，是全国人民代表大会常务委员会主管全国人大代表名额分配、资格审查、联络服务有关工作的工作机构。

## 沿革
2023年3月，根据中共中央、国务院印发的《党和国家机构改革方案》，组建全国人大常委会代表工作委员会。承担全国人大常委会代表资格审查委员会的具体工作，作为全国人大常委会的工作委员会。同年6月28日，十四届全国人大常委会第三次会议表决通过了关于设立全国人大常委会代表工作委员会的决定，设立全国人大常委会代表工作委员会。

## 职责[3]
1. 负责全国人大代表名额分配、资格审查、联络服务有关工作；
2. 承担代表集中视察、专题调研、联系群众有关制度制定和指导协调工作；
3. 负责全国人大代表议案建议工作的统筹管理；
4. 负责全国人大代表履职的监督管理；
5. 负责全国人大代表学习培训的统筹规划和管理；
6. 指导省级人大常委会代表工作；
7. 承担全国人大常委会代表资格审查委员会的具体工作；
8. 承办全国人大常委会交办的其他事项。

## 组成人员
2023年6月28日第十四届全国人民代表大会常务委员会第三次会议决定设立全国人民代表大会常务委员会代表工作委员会，任命： 
- 主任：郭振华
- 副主任：傅文杰、孔玲